# Berner Alperne
Berner Alperne omfatter flere bjergkæder i de vestlige dele af Alperne, i Schweiz. Selv om en større del af bjergene ligger i Berner Oberland-regionen i kantonen Bern, ligger dele af Berner Alperne i de tilstødende kantoner Valais, Luzern, Obwalden, Fribourg og Vaud. De sidste går ofte under navnene Fribourg-Alperne og Vaud-Alperne.
Rhône-dalen skiller Berner Alperne fra Chablais-massivet i vest, og fra Wallis-Alperne i syd. Den øvre del af Rhône-dalen skiller dem fra De lepontinske Alper i sydøst, mens Grimselpasset og Aare-dalen skiller dem fra Urner Alperne i øst. Nordgrænsen for Berner Alperne er mindre klar, men kan siges at ligge på en linje mellem Genfersøen og Luzernsøen.
Berner Alperne afvandes i floden Aare og bifloden Saane i nord, og til floderne Rhône i syd og Reuss i øst.
Rygraden i Berner Alperne er en 100 km lang bjergkæde som strækker sig fra vest (Dent de Morcles) til øst (Sidelhorn) langs grænsen mellem kantonerne Bern (nord) og Valais (syd). Bortset fra den allervestligste del, er denne grænsen vandskel mellem Nordsøen og Middelhavet. Denne rygrad ligger ikke midt i bjergkæden , men ligger i nærheden af (10-15 km) Rhône-floden i syd. Derfor er der stor forskel mellem landskabet på sydsiden og nordsiden. På sydsiden falder sidedalene brat ned mod Rhône-dalen, i nord bliver bjergene gradvis lavere til de går over i bakkelandskabet på det schweiziske plateau eller i søerne Thun og Brienz mod øst.
Vest for Gemmi-passet består bjergkæden i hovedsagen af nogle få og høje toppe (så som Wildhorn), lidt over 3.000 moh, ofte dækket af isbræer. Bjergkæden breder sig ud i de østlige dele, med bjergtinder på over 4.000 meter. Dette er ellers den del af Alperne som har flest bræer, både store og små.

## Jungfrau-Aletsch-Bietschhorn
Jungfrau-Aletsch-Bietschhorn-området ligger i de østlige dele af Berner Alperne, i den mest brædækkede del af Alperne. Aletschbræen, de to bjergtoppe Jungfrau og Bietschhorn er specielle attraktioner. Området blev i 2001 optaget på UNESCOs verdensarvliste. I 2007 blev området udvidet og fik navnet Schweizer Alpen Jungfrau-Aletsch. Efter udvidelsen kom flere store bræarme, som Fiescher-bræen og Aare-bræen med i Schweizer Alpen Jungfrau-Aletsch.